# Nassauer Haus

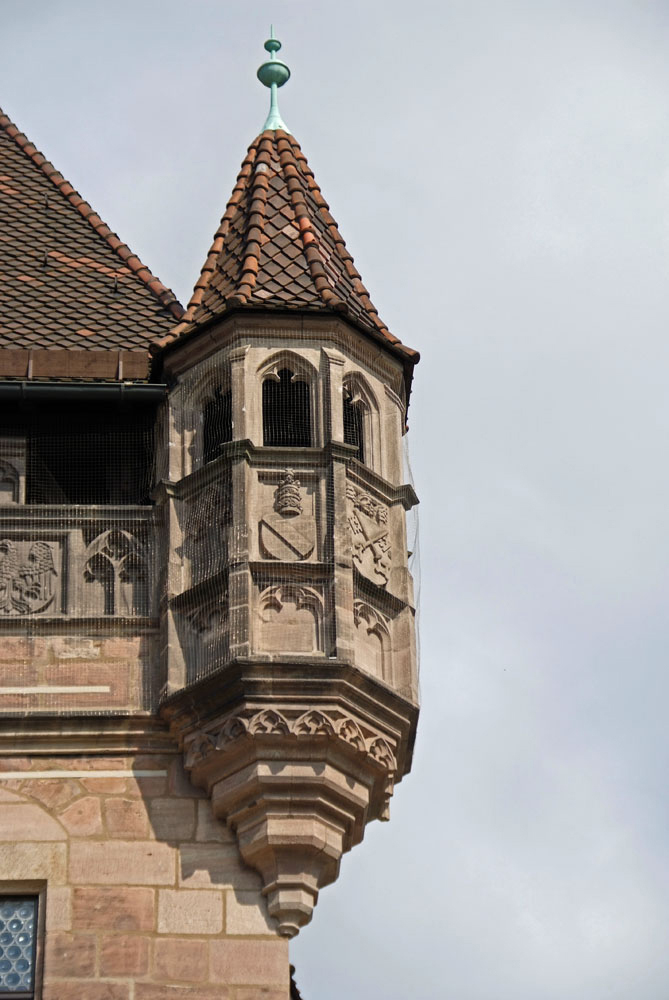
Finestra a bovindo della Nassauer Haus, 2010

La Nassauer Haus o Schlüsselfeldersche Stiftungshaus, a Norimberga, è una casatorre medievale in arenaria rossa. Sebbene originariamente costruita in stile romanico, la casa presenta ancora elementi in stile gotico dopo alcune riconversioni. È l'ultima torre residenziale rimasta a Norimberga.
La torre si trova nel centro storico, di fronte alla Lorenzkirche, in Karolinenstraße 2.

## Storia
Il nome "Nassauer Haus" è stato utilizzato, dal XIX secolo, per indicare la casa d'angolo e si basa su un riferimento erroneo al re Adolfo di Nassau del XV secolo.
Il seminterrato (con volta a crociera irregolare) e i due piani inferiori risalgono al XII e XIII secolo. Intorno al XVI secolo fu alzata la volta della cantina e quella del piano terra. I due piani superiori, che differiscono in modo significativo dalla struttura delle pareti dei piani inferiori a causa della regolare muratura bugnata, risalgono al XV secolo. Almeno il penultimo piano può essere attribuito a una ristrutturazione intorno al 1422 da parte dell'allora proprietario Jobst Haug. L'ultimo piano con il suo fregio con stemma e le tre vetrate è attribuito a Ulrich Ortlieb, che lo ristrutturò intorno al 1433.

## Fregio araldico
Secondo le ultime conoscenze, i seguenti stemmi sono applicati alle pareti esterne (a partire dall'oriente verso sud-ovest): Arciducato d'Austria, il grande stemma di Norimberga, Contea di Cilli, Elettorato di Treviri, Elettorato di Colonia, Elettorato di Magonza, Re dei Romani, Papa Papa Eugenio IV, Santa Sede, Città di Roma, Imperatore del Sacro Romano Impero, Boemia, Elettorato del Palatinato, Principato Elettorale di Sassonia, Marca di Brandeburgo, Chiesa di San Lorenzo, il piccolo stemma di Norimberga, lo stemma degli Ortlieb. Con il suo stemma, la casato di Nassau ha il primo esempio dei due stemmi, ovvero la coesistenza del re e delle aquile imperiali (a due teste).

## Proprietari
Non si sa nulla dei primi proprietari dell'edificio. Si dice che fu abitato da Peter Stromer (1310-1388), da Jobst Haug intorno al 1422 e nel 1426 dai fratelli Erasmus e Heinrich Schürstab. Dal 1427 fino alla sua estinzione, nel 1478, fu di proprietà della famiglia patrizia di Norimberga Ortlieb e poi passò nelle mani di Haller von Hallerstein. Si dice che Willibald Imhoff abbia vissuto nella casa intorno al 1556.
Nel 1581 gli Schlüsselfelder von Kirchensittenbach acquistarono la torre residenziale e ne fecero il loro quartier generale di Norimberga. Dopo la loro estinzione, nel 1709, l'edificio divenne proprietà della Fondazione della famiglia Schlüsselfelders.

## Effetti della guerra
La torre fu gravemente colpita dai bombardamenti statunitensi nel 1945 e subì notevoli danni. La ricostruzione ebbe luogo tra il 1950 e il 1952. L'edificio è stato restaurato da Rudo Göschel per conto della fondazione della famiglia Schlüsselfelders, che ne è tuttora proprietaria.

## Illustrazioni storiche

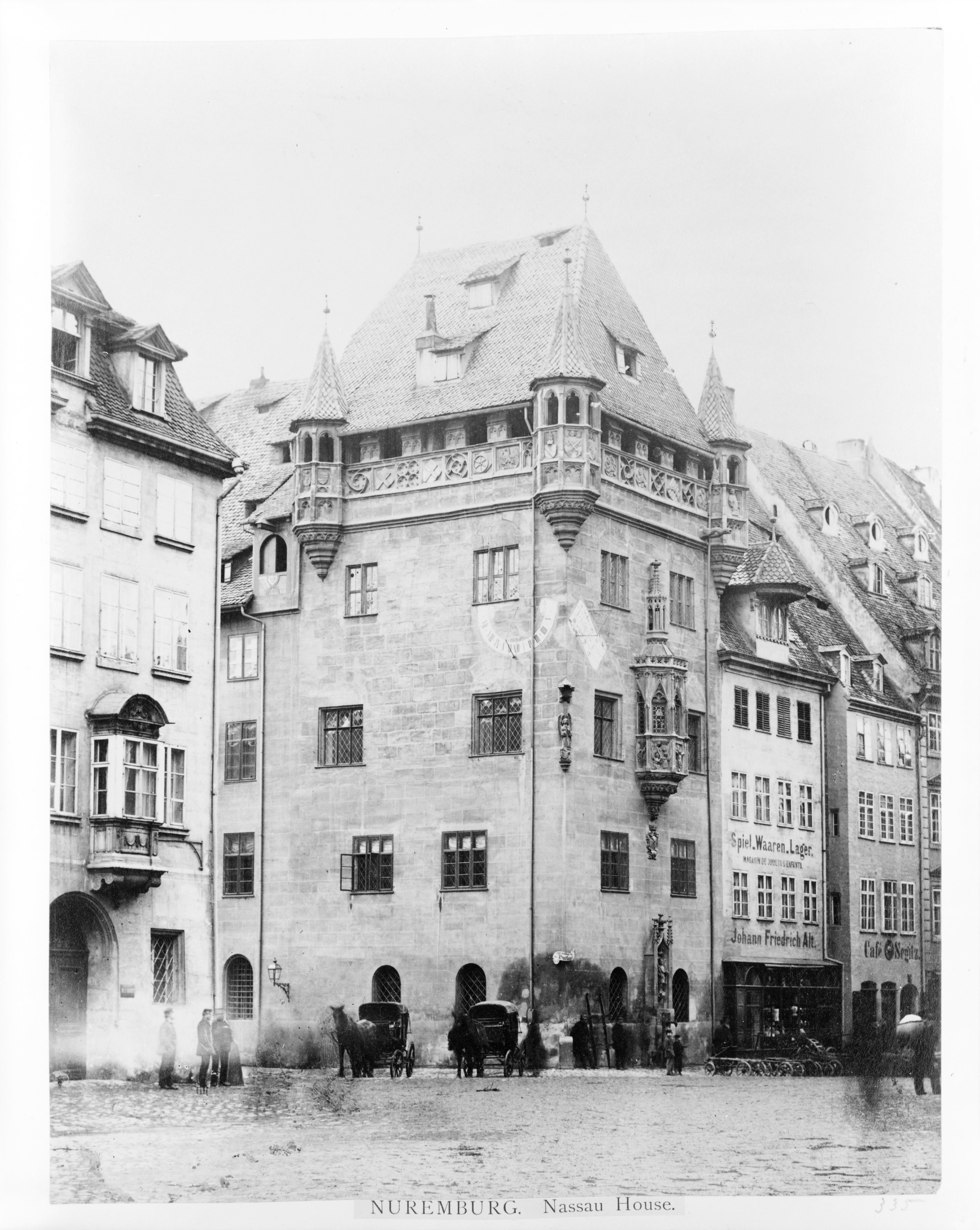
Fotografia, 1860-1890
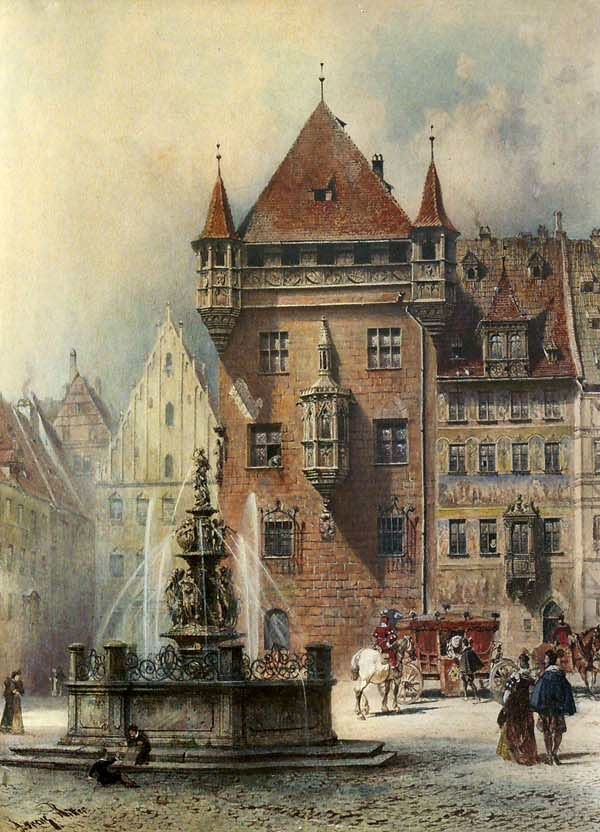
Acquerello di Lorenz Ritter, intorno al 1900
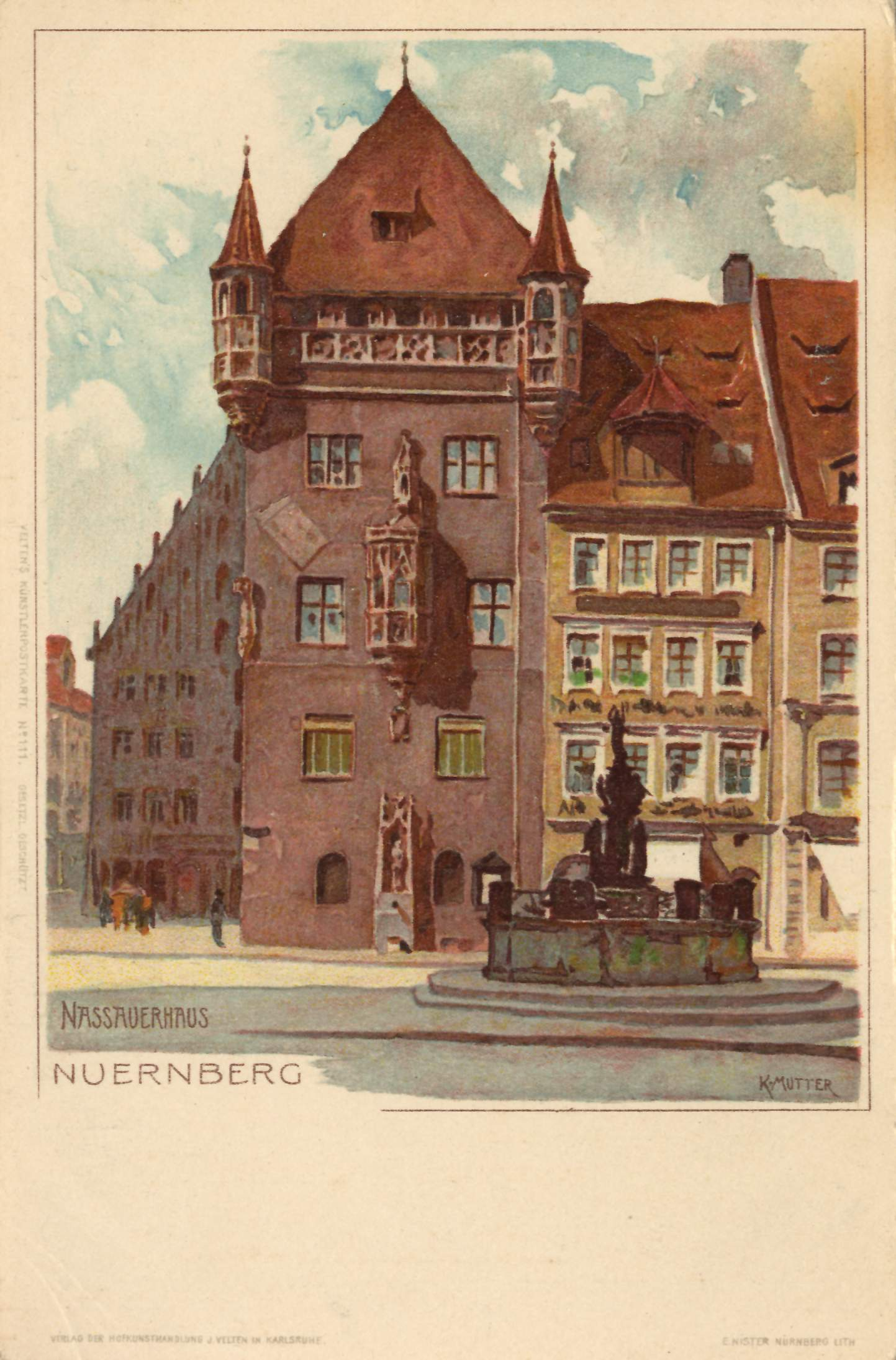
Cartolina, intorno al 1900
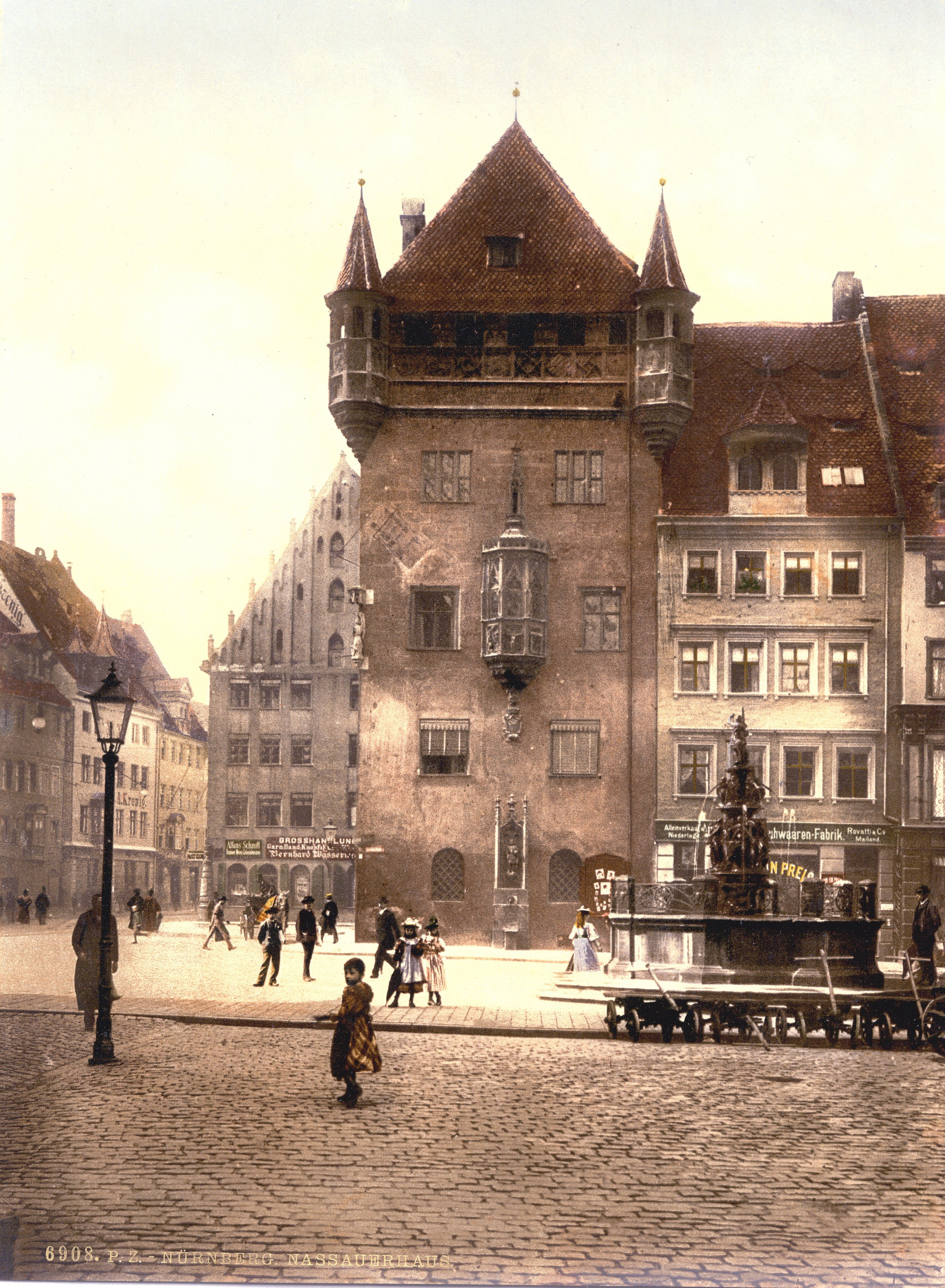
Stampa fotocromatica, intorno al 1900
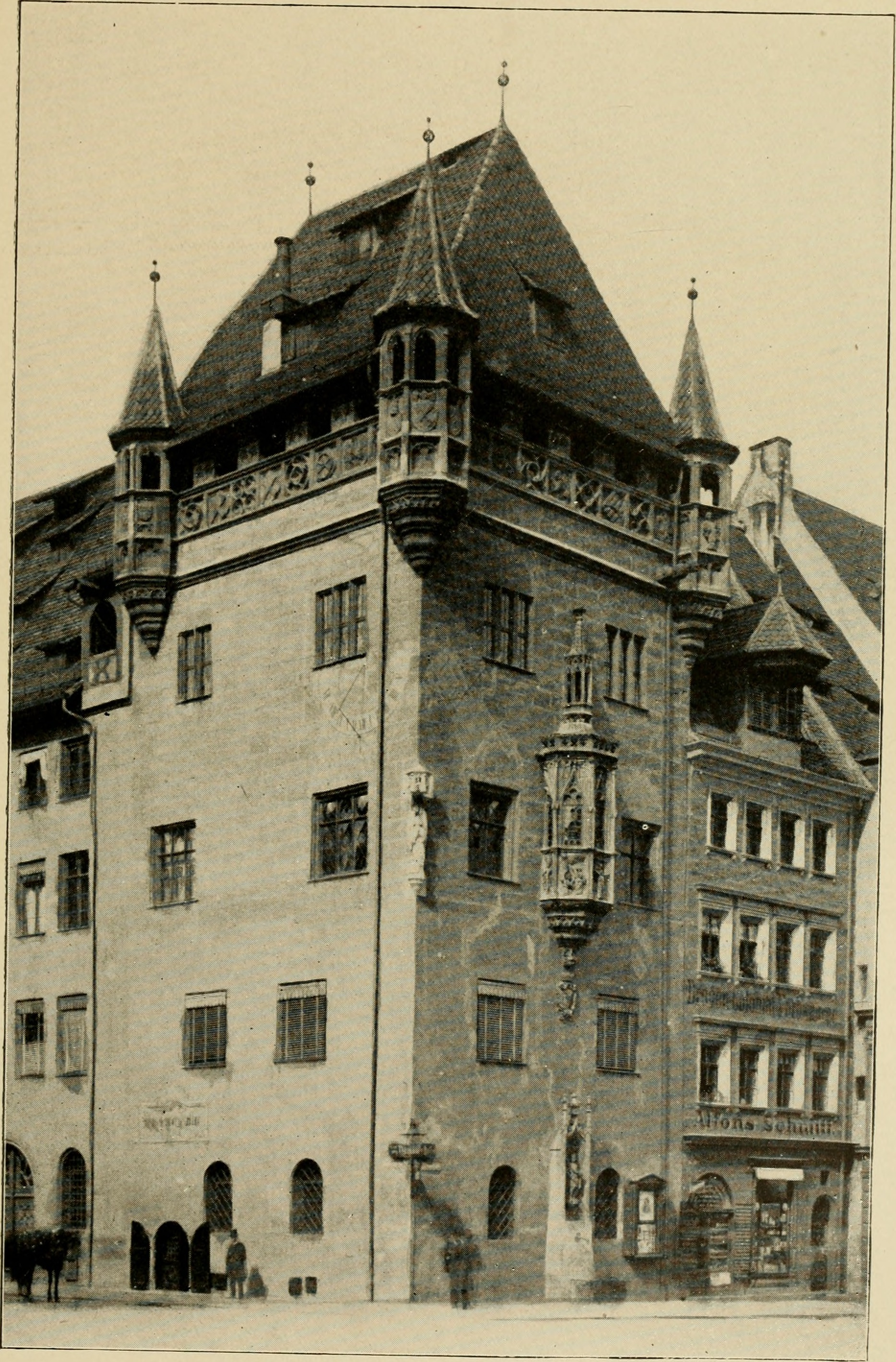
1907
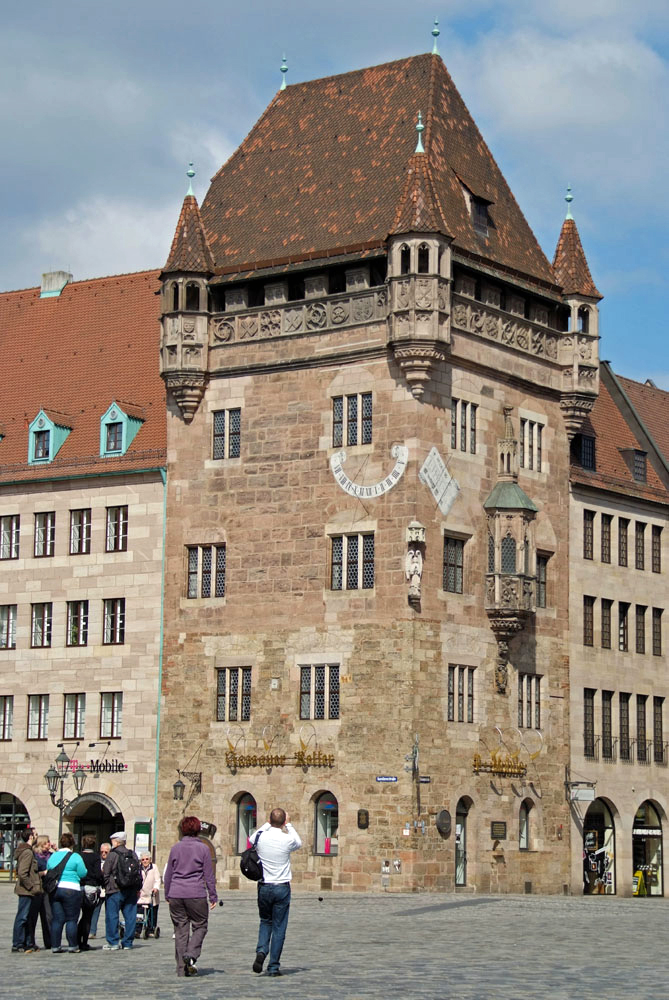
2010